# Gustawowo
Gustawowo – część wsi Rzepiszyn w Polsce, położona w województwie kujawsko-pomorskim, w powiecie inowrocławskim, w gminie Kruszwica.

## Podział administracyjny
W latach 1975–1998 Gustawowo administracyjnie należało do województwa bydgoskiego.